# 紅亞爾 (卡霍夫卡區)
46°18′15″N 33°28′53″E / 46.30417°N 33.48139°E
紅亞爾（烏克蘭語：Червоний Яр）是位於烏克蘭南部的村莊，由赫爾松州卡霍夫卡區的恰普林卡市鎮負責管轄。該村始建於1915年，面積10平方公里，海拔高度15米，2001年人口71，人口密度每平方公里7.1人。